# Blue Danube Network
Das Blue Danube Network (BDN) war ein Soldatensender, der von November 1945 bis 1955 von der amerikanischen Besatzungsmacht im Nachkriegsösterreich betrieben wurde. Danach kam der Sender in die Hände der Sendergruppe West. Bis 1951 befand sich der ausschließlich in englischer Sprache ausstrahlende Sender in Wien, danach auch in Salzburg. Das Intro lautete: „This is BDN, the Blue Danube Network. You are tuned to BDN, serving United States Forces in Austria.“ Die Sendezeit war von 6 Uhr früh bis 5 Minuten nach Mitternacht, am Sonntag begann man um 7:30 Uhr. Einige Sendungen wurden von AFN Frankfurt und AFN München gestaltet, Sportsendungen kamen direkt aus den USA.

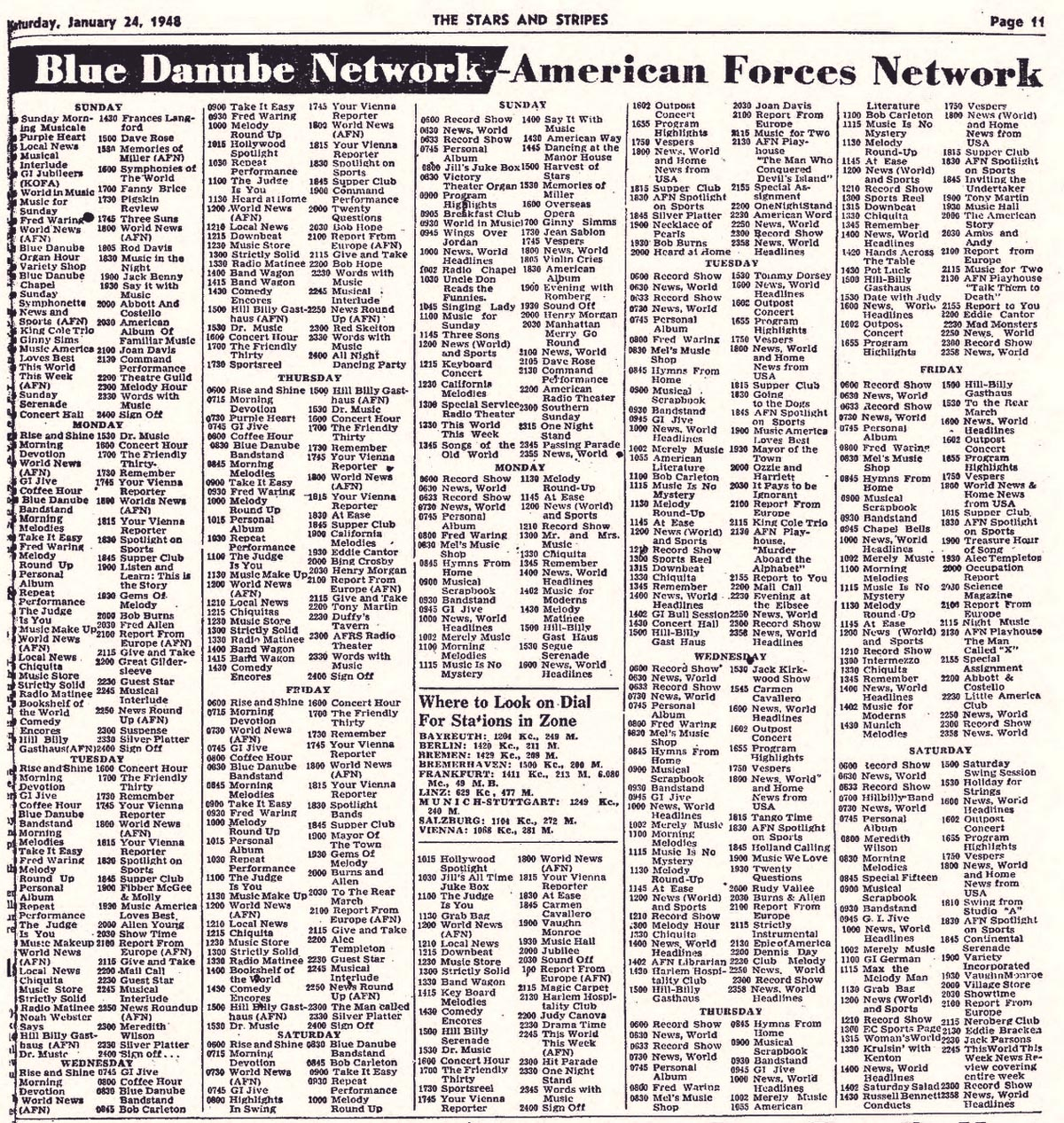
Programmplan von BDN/AFN, Januar 1948

BDN war auch bei der österreichischen Jugend sehr beliebt, nicht zuletzt wegen des modernen und abwechslungsreichen Musikprogramms. Marcel Prawy war ab 1946 für die GIs als Deutschlehrer 3-mal wöchentlich zu hören und brachte ihnen im Rahmen dieser Sendung auch Texte bekannter Wienerlieder bei.
Am 28. August 1955 um Mitternacht stellte BDN Wien den Betrieb ein, während die Salzburger noch bis zum 14. Oktober desselben Jahres ausharrten. Grund dafür war das Inkrafttreten des österreichischen Nachkriegs-Staatsvertrags, infolge dessen die alliierten Truppen abzogen und die US-Soldatenclubs schlossen.
In den zehn Jahren ihres Bestehens legten das BDN Radio und die Clubs die Grundlage für das Aufblühen der österreichischen Jazzszene. Namentlich Joe Zawinul, Hans Salomon, Viktor Plasil, Karl Drewo bildeten Galionsfiguren. Ihre Band, die Austrian All Stars, wurden 1956 im Kritiker-Ranking des US-Magazins Downbeat unter die besten Jazzbands gewählt. Im Gefolge des Verlusts der US-Clubs und des BDN eröffnete Jazz-Klarinettist Fatty George im Oktober 1955 den ersten Wiener Jazzclub.
Führungspersonal von BDN:
1. 1945–46 Lt. Milton C. Shapp
2. 1946–48 Cpt. Robert „Bob“ Cranston
3. 1948–51 Lt. Erfurt / Col. Floyd W. Goates
4. 1951–54 Lt. Graf A. Boepple (ehemals beim FEN)
5. 1954–55 Lt. Edgar L. Tidwell (ebenfalls vom FEN)

Die Gründung von BDN ging auf die 5. US-Armee zurück, die in Italien gekämpft hatte; und 1955 ging aus BDN in Italien das Southern European Network hervor (SEN, Hauptquartier Livorno/Verona/1967 Vicenza; ab 1979 Southern European Broadcasting Service, SEB; ab 1993 AFN South).
Dem Namen nach angelehnt an BDN war das Blue Danube Radio des ORF, das von Eröffnung der UNO-City 1979 bis 2000 in englischer Sprache in Österreich auf Sendung war.

## Belege
1. ↑  Die inoffizielle Jazzakademie, Andreas Felber in Der Standard vom 24. April 2015, abgerufen am 30. April 2015
2. ↑  Video: SEB 35th Anniversary Special, 1990